# Jason Clarke
Jason Clarke (Winton, Queensland; 17 de julio de 1969) es un actor australiano. Clarke ha aparecido en muchas series de televisión y se le conoce por interpretar a Tommy Caffee en Brotherhood. También ha aparecido en muchas películas, a menudo como antagonista. Sus películas incluyen Zero Dark Thirty (2012), White House Down (2013), Dawn of the Planet of the Apes (2014), Terminator Genysis (2015), Everest (2015), Mudbound (2017), Chappaquiddick (2017), First Man (2018) y Pet Sematary (2019).

## Biografía
Fue criado en un "lugar remoto" de Queensland, su padre trabajó como esquilador de ovejas.

## Carrera
Clarke ha aparecido en numerosas series de televisión australianas incluyendo Murder Call, Wildside y All Saints.
En 1995 apareció por primera vez en la serie policíaca Blue Heelers donde interpretó a Craig Dyer durante el episodio "Stop for a Bite". un año después interpretó a Dean Crocker en dos episodios y finalmente su última aparición en la serie fue en 1999 donde interpretó a Troy Harris durante el episodio "An Eye for an Eye".
En 2002 apareció como invitado en la exitosa serie australiana Home and Away donde dio vida al maestro Christopher "Kick" Johnson y en la película The Outsider donde interpretó a Ray Childress.
En 2003 interpretó al capitán Jenek en la serie de ciencia ficción Farscape. Ese mismo año apareció en las series White Collar Blue donde dio vida a Ray Jarvis y en Stingers donde interpretó a Brett Linton, anteriormente había aparecido por primera vez en la serie en 2000 donde dio vida a Oliver Jensen durante el episodio "Every Move You Make".
En 2006 se unió al elenco de la serie de Showtime Brotherhood donde interpretó a Tommy Caffee, un ambicioso miembro de la cámara de representantes de Rhode Island y hermano del criminal Michael Caffee (Jason Isaacs) hasta el final de la serie en 2008. Clarke también actuó en las películas The Human Contract y Rabbit-Proof Fence.
En 2008 se unió al elenco de la película protagonizada por Jason Statham, Death Race, donde interpretó al oficial corrupto Ulrich.
En 2009 apareció en la película Public Enemies, protagonizada por Christian Bale y Johnny Depp, donde interpretó al gánster John "Red" Hamilton, un criminal y ladrón de bancos canadiense asociado con John Dillinger (Johnny Depp), un asaltante de bancos estadounidense y el enemigo público número uno de la policía.

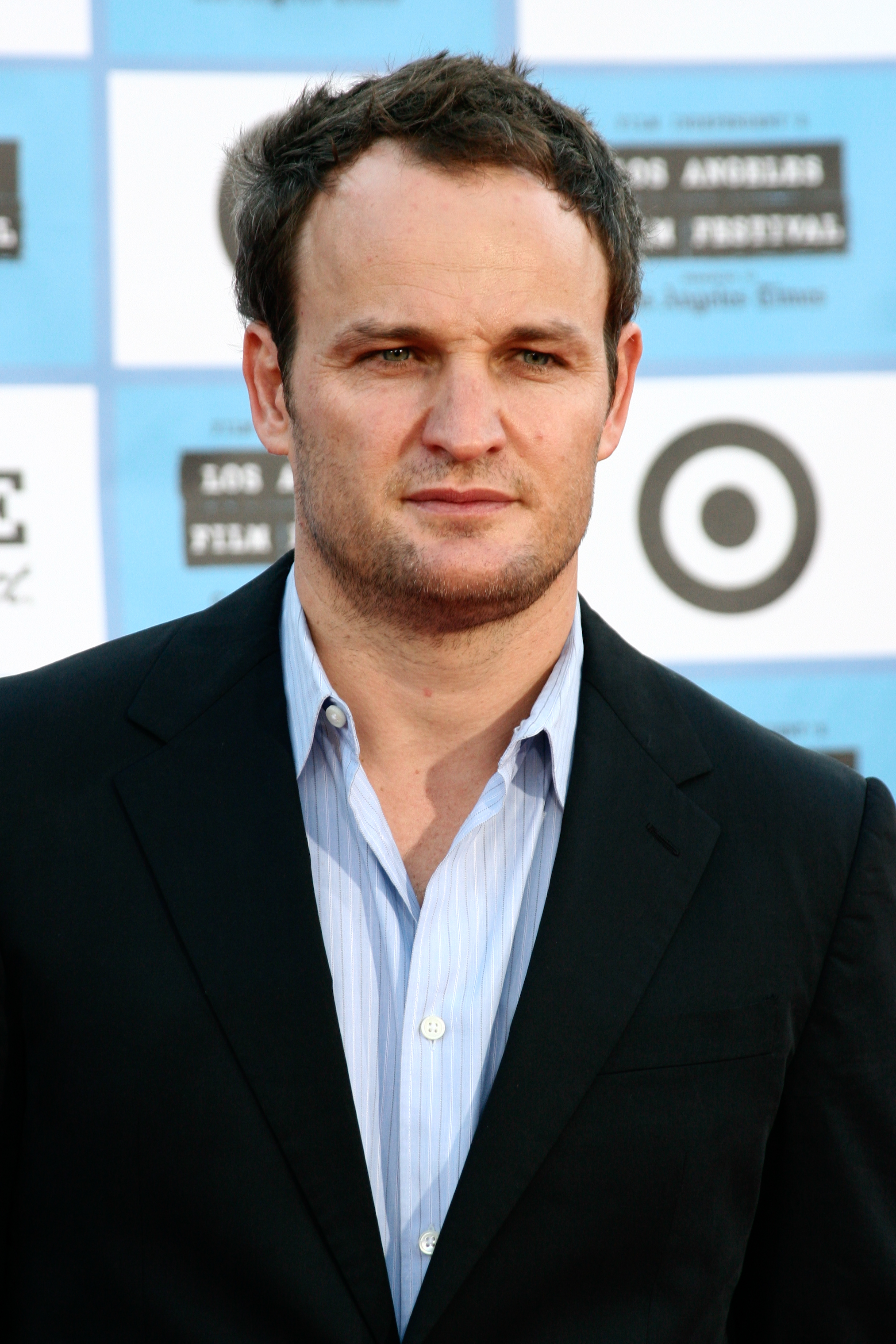
Jason en el estreno de la película Public Enemies en 2009.

En 2010 apareció en la película Trust donde interpretó al detective Doug Tate junto al actor Clive Owen.
En 2011 formó parte del elenco de la película de crimen y suspenso Texas Killing Fields donde interpretó a Rule, la película fue dirigida por Ami Canaan Mann y fue protagonizada por Sam Worthington, Jeffrey Dean Morgan, Jessica Chastain y Chloë Grace Moretz. Ese mismo año se unió al elenco de la serie de Fox, The Chicago Code, donde interpretó al detective de la policía Jarek Wysocki.
En 2012 dio vida a Howard Bondurant en la película Lawless del director John Hillcoat. Ese mismo año interpretó a Dan en Zero Dark Thirty, un agente de la embajada de Estados Unidos en Pakistán asignado a trabajar con la joven agente Maya (Jessica Chastain), quien ha pasado toda su breve carrera centrada únicamente en la inteligencia relacionada con atrapar al líder de Al Qaeda. La película sigue la historia de los hechos reales que les tomó a un grupo de S.E.A.L. durante una década para atrapar al líder terrorista del al-Qaeda, Osama bin Laden.
En 2013 interpretó al mecánico George Wilson en la película The Great Gatsby protagonizada por Leonardo DiCaprio, Carey Mulligan, Joel Edgerton y Tobey Maguire.
En 2014 apareció en la película Dawn of the Planet of the Apes donde interpretó a Malcolm, en la película compartió créditos con los actores Gary Oldman, Andy Serkis, Keri Russell y Kodi Smit-McPhee.
En 2015 actuó en la película Everest donde dio vida a Rob Hall, el líder del grupo de expedición neozelandés. La película está basada en los hechos reales ocurridos durante el desastre del Everest de 1996, en donde ocho alpinistas murieron en una tormenta.
En 2016 apareció en las películas HHhH donde dio vida al oficial nazi Reinhard Heydrich y en Chappaquiddick donde da vida al político estadounidense Ted Kennedy. en el incidente que acabó con sus posibilidades de llegar a la presidencia de Estados Unidos. Curiosamente, Clarke nació un día antes de aquel hecho.

## Filmografía completa

### Cine
| Año  | Título original                 | Rol                  | Notas |
| ---- | ------------------------------- | -------------------- | --- |
| 1997 | Dilemma                         | Joven                | junto a C. Thomas Howell, Danny Trejo, Courtney Gains, Alexander Folk y Richard Riehle                      |
| 1998 | Praise                          | Frank                | junto a Sacha Horler, Marta Dusseldorp, Joel Edgerton, Lynette Curran, Susan Prior y Damon Herriman         |
| 1998 | Twilight                        | Joven Policía        | junto a Paul Newman, Susan Sarandon, Gene Hackman y Reese Witherspoon                                       |
| 1999 | Kick                            | Nicholas Ratcliff    | junto a Martin Henderson, Radha Mitchell, Kip Gamblin y Laurence Breuls                                     |
| 1999 | Schmooze                        | Band                 | corto - junto a Colleen Williams, Caden Alexander, Michael Johnson y Jo-Anna Downey                         |
| 2000 | Better Than Sex                 | Guy C                | junto a David Wenham, Susie Porter, Catherine McClements, Kris McQuade y Imelda Corcoran                    |
| 2000 | Risk                            | Chris                | junto a Bryan Brown, Tom Long y Claudia Karvan                                                              |
| 2000 | Our Lips Are Sealed             | Mac                  | junto a Mary-Kate Olsen, Ashley Olsen, Jim Meskimen y Richard Carter                                        |
| 2002 | The Outsider                    | Ray Childress        | junto a Tim Daly, Naomi Watts, Keith Carradine, David Carradine, Brett Tucker y John Noble                  |
| 2002 | Rabbit-Proof Fence              | Oficial Riggs        | junto a Deborah Mailman, Kenneth Branagh, Roy Billing y Tianna Sansbury                                     |
| 2002 | Free                            | -                    | corto - junto a Luke Carroll, Rai Fazio y Lisa Flanagan                                                     |
| 2003 | BlackJack                       | Tony Seaton          | junto a David Field, Russell Dykstra, Tony Barry, Matt Boesenberg, Tina Bursill y Colin Friels              |
| 2003 | Super Disco Killer              | Slade                | junto a Anthony Mir, Richard Carter, Kirstie Hutton y Rob Carlton                                           |
| 2004 | Get Rich Quick                  | Fenris               | junto a Danny Adcock, Alex Blias, John Cass, Anthony Hayes y Vanessa Gray                                   |
| 2008 | The Human Contract              | Julian Wright        | junto a Paz Vega, Idris Elba, T.J. Thyne y Joanna Cassidy                                                   |
| 2008 | Death Race                      | Oficial Ulrich       | junto a Jason Statham, Joan Allen, Ian McShane, Tyrese Gibson y Natalie Martínez                            |
| 2008 | Under Still Waters              | Andrew               | junto a Lake Bell, Jason Biondo, Clifton Collins Jr. y Ken Howard                                           |
| 2008 | Hole in the Paper Sky           | Howard Ferp          | corto - junto a Jessica Biel, Garry Marshall, Stephen Collins y Jeffrey Nordling                            |
| 2009 | Public Enemies                  | John "Red" Hamilton  | junto a Christian Bale, James Russo, David Wenham, Christian Stolte, Johnny Depp , Stephen Dorff y Don Frye |
| 2010 | Trust                           | Det. Doug Tate       | junto a Clive Owen, Catherine Keener, Liana Liberato, Viola Davis y Chris Henry Coffey                      |
| 2010 | Wall Street: Money Never Sleeps | New York Fed Chief   | junto a Michael Douglas, Shia La Beouf, Carey Mulligan, Charlie Sheen, Susan Sarandon y Frank Langella      |
| 2010 | U.S. Attorney                   | Michael Ryan         | junto a Melissa George, Lennie James, Michael Gaston y Rachel Nichols                                       |
| 2011 | Texas Killing Fields            | Rule                 | junto a Sam Worthington, Jeffrey Dean Morgan, Jessica Chastain y Chloë Grace Moretz                         |
| 2011 | Swerve                          | Frank                | junto a Emma Booth, David Lyons, Travis McMahon, Vince Colosimo, Roy Billing y Andy Anderson                |
| 2011 | Yelling to the Sky              | Gordon O'Hara        | junto a Zoë Kravitz, Tim Blake Nelson, Gabourey Sidibe y Maurice Compte                                     |
| 2012 | La noche más oscura             | Dan                  | junto a Jessica Chastain, Kyle Chandler, Joel Edgerton, Harold Perrineau, Jennifer Ehle y Mark Strong       |
| 2012 | Lawless                         | Howard Bondurant     | junto a Shia LaBeouf, Tom Hardy, Jessica Chastain, Guy Pearce y Mia Wasikowska                              |
| 2013 | White House Down                | Stenz                | junto a Channing Tatum, Jamie Foxx, Maggie Gyllenhaal, James Woods y Gary Wasniewski                        |
| 2013 | The Great Gatsby                | George B. Wilson     | junto a Leonardo DiCaprio, Isla Fisher, Carey Mulligan, Joel Edgerton y Tobey Maguire                       |
| 2014 | Dawn of the Planet of the Apes  | Malcolm              | junto a Andy Serkis, Kodi Smit-McPhee y Terry Notary                                                        |
| 2014 | The Better Angels               | Tom Lincoln          | junto a Diane Kruger, Brit Marling y Wes Bentley                                                            |
| 2015 | Everest                         | Rob Hall             | junto a Robin Wright, Jake Gyllenhaal, Josh Brolin, Sam Worthington, Emily Watson y Michael Kelly           |
| 2015 | Terminator Génesis              | John Connor / T-3000 | junto a Arnold Schwarzenegger, Emilia Clarke y Jai Courtney                                                 |
| 2015 | Child 44                        | Anatoly Brodsky      | junto a Tom Hardy, Gary Oldman, Noomi Rapace, Joel Kinnaman, Vincent Cassel y Paddy Considine               |
| 2015 | Knight of Cups                  | Johnny               | junto a Christian Bale, Natalie Portman, Joe Manganiello, Cate Blanchett, Teresa Palmer y Joel Kinnaman     |
| 2016 | HHhH                            | Reinhard Heydrich    | junto a Rosamund Pike, Mia Wasikowska, Jack O'Connell, Jack Reynor, Thomas M. Wright y Enzo Cilenti         |
| 2016 | All I See Is You                | James                | junto a Blake Lively, Yvonne Strahovski, Ahna O'Reilly, Danny Huston y Wes Chatham                          |
| 2017 | Chappaquiddick                  | Ted Kennedy          | junto a Kate Mara                                                                                           |
| 2017 | Mudbound                        | Henry McAllan        | junto a Carey Mulligan, Garrett Hedlund y Jason Mitchell                                                    |
| 2018 | First Man                       | Ed White             | |
| 2018 | Winchester                      | Eric Price           | junto a Helen Mirren                                                                                        |
| 2019 | Pet Sematary                    | Louis Creed          | junto a Amy Seimetz y John Lithgow                                                                          |
| 2019 | The Aftermath                   | Lewis Morgan         | junto a Keira Knightley y Alexander Skarsgård                                                               |
| 2019 | Serenity                        | Frank Zariakas       | junto a Matthew McConaughey y Anne Hathaway                                                                 |
| 2020 | The Devil All The Time          | Carl Henderson       | |
| 2023 | Oppenheimer                     | Roger Robb           | junto a Cillian Murphy, Robert Downey Jr., Matt Damon, y Emily Blunt                                        |
| 2025 | Wind River: The Next Chapter    |                      | |

### Televisión
| Año       | Título original                       | Rol                        | País / Canal / Tipo            |
| --------- | ------------------------------------- | -------------------------- | ------------------------------ |
| 1995      | Halifax f.p.                          | Detective                  | episodio "Hard Corps"          |
| 1996      | Blue Heelers                          | Dean Crocker               | 2 episodios                    |
| 1996      | Diagnosis Murder                      | Rick "Slick" Brooks        | episodio "A Model Murder"      |
| 1996      | Mercury                               | Nathan Cohan               | -                              |
| 1997      | Knots Landing: Back to the Cul-de-Sac | Willy                      | miniserie                      |
| 1998      | Murder Call                           | Zac Hartman                | episodio "A View to a Kill"    |
| 1998      | Two Guys, a Girl and a Pizza Place    | Hank                       | episodio "Beech on the Run"    |
| 1998      | Wildside                              | Det. Paul Moss             | 2 episodios                    |
| 1996      | Heartbreak High                       | Warren                     | episodio # 5.17                |
| 1999-2000 | All Saints                            | Eddie Furlong              | 2 episodios                    |
| 2001      | The Bill                              | Agente Vinten              | episodio "Beech on the Run"    |
| 2001      | Head Start                            | Oficial Rogers             | episodio "Out of the Blue"     |
| 2001      | Flat Chat                             | -                          | episodio "Dark & Stormy Night" |
| 2002      | Home and Away                         | Christopher "Kick" Johnson | 5 episodios                    |
| 2002-2003 | White Collar Blue                     | Ray Jarvis                 | 2 episodios                    |
| 2003      | Farscape                              | Capitán Jenek              | 4 episodios                    |
| 2006-2008 | Brotherhood                           | Tommy Caffee               | 29 episodios                   |
| 2007      | Stingers                              | Brett Linton               | 6 episodios                    |
| 2011      | The Chicago Code                      | Det. Jarek Wysocki         | 13 episodios                   |
| 2019      | Catalina La Grande                    | Grigory Potemkin           | 4 episodios                    |
| 2022      | Lakers: Tiempo de ganar               | Jerry West                 | 8 episodios                    |

### Director y productor
| Año  | Título original        | Notas             |
| ---- | ---------------------- | ----------------- |
| 1998 | Love and Understanding | obra - director   |
| 2000 | Shadow Boxing          | obra - director   |
| 2001 | Hamlet                 | obra - director   |
| 2002 | Free                   | corto - productor |

### Teatro[14]
| Año  | Título original            | Rol | Director      | Teatro              | Notas                                                                                   |
| ---- | -------------------------- | --- | ------------- | ------------------- | --------------------------------------------------------------------------------------- |
| 1985 | Hamlet                     | -   | Neil Armfield | Belvoir St. Theatre | junto a Cate Blanchett, Jacek Koman, Richard Roxburgh, Geoffrey Rush y David Wenham     |
| 1995 | The Blind Giant is Dancing | -   | Neil Armfield | Belvoir St. Theatre | junto a Cate Blanchett, Peter Carroll, Jacek Koman, Catherine McClements y Hugo Weaving |
| 1995 | The Tempest                | -   | Neil Armfield | Belvoir St. Theatre | junto a Cate Blanchett, Peter Carroll, Jacek Koman, Barry Otto y David Wenham           |
| 1996 | The One Day of the Year    | -   | Adam Cook     | Q Theatre           | junto a Michelle Doake, Douglas Hedge, Judith McGrath y Graham Rouse                    |

## Premios y nominaciones
| Año  | Categoría              | Premio     | Película         | Resultado |
| ---- | ---------------------- | ---------- | ---------------- | --------- |
| 2012 | Mejor actor de reparto | CFCA Award | Zero Dark Thirty | Nominado  |